# سويفت ثري دي
سويفت ثري دي (Swift 3D) هو برنامج حاسوبي من إليكتريك رين (Electric Rain) للويندوز والماكنتوش. يستخدم لإخراج صور متجهة (Vector)، وصورية (Raster) ثلاثية الأبعاد وكذلك تحريكها لصنع صور متحركة ومقاطع فيديو. ميزة سويفت الرئيسية هي أنه بإمكانه إخراج الصور على صيغة فلاش (إس دبليو إف).

## وصلات خارجية
صفحة سويفت ثري دي